# Comeback (film)
Comeback is een Belgische film uit 2025, geschreven en geregisseerd door de gebroeders Jan en Raf Roosens. De hoofdrollen worden vertolkt door Veerle Baetens, Billie-Louise Vlegels en Zwangere Guy.

## Verhaal
Ava is een 14-jarig meisje die bij haar vader woont na de scheiding van haar ouders. Haar moeder Naomi is een voormalig succesvolle techno-dj, die een comeback wil maken. Ze neemt haar dochter mee naar technofuiven, tegen de zin van haar vader Dominique die zich heeft teruggetrokken uit het nachtleven en een rustiger bestaan leidt. Ava wordt meer en meer meegezogen in het bruisende uitgaansleven van haar moeder en raakt verstrikt in de verschillende dromen en verwachtingen van haar ouders.

## Rolverdeling
| Acteur                | Personage |
| --------------------- | --------- |
| Veerle Baetens        | Naomi     |
| Billie-Louise Vlegels | Ava       |
| Gorik van Oudheusden  | Dominique |
| Livia Perneel         | Liv       |

## Productie
Veerle Baetens speelt samen met haar dochter Billie-Louise Vlegels de hoofdrollen, terwijl Gorik van Oudheusden, beter bekend als Zwangere Guy zijn acteerdebuut maakt. De speelfilm is het regiedebuut van de broers Jan en Raf Roosens die eerder al samenwerkten aan de kortfilms Rotkop, Copain en White Goldfish. De muziekscore is van Raf Keunen en de technotracks komen van Jeroen De Pessemier (One Track Brain), de oprichter van de Belgische electroband The Subs. De cinematografie werd verzorgd door Sander Vandenbroucke.

## Release
Comeback ging op 31 januari 2025 in première als openingsfilm van het Filmfestival van Oostende. De film werd vanaf 5 februari vertoond in de Belgische bioscopen.